# Río Albatajar
El río Albatajar es un arroyo del interior de la península ibérica que discurre a través de la provincia de Guadalajara, España. Pertenece la cuenca hidrográfica del Tajo.

## Descripción
El Albatajar nace en el municipio de Fuentelahiguera de Albatages, pasando posteriormente a las inmediaciones del municipio de Galápagos y vertiendo finalmente sus aguas en el río Torote, río al que se reúne en el despoblado de Alcolea. El estiaje tiene lugar en el verano, algo común en los países con clima mediterráneo.